# 春日基地
座標: 北緯33度31分57秒 東経130度27分55秒 / 北緯33.53250度 東経130.46528度

航空自衛隊の各方面隊の担当区域と司令部所在地の図

春日基地（かすがきち、JASDF Kasuga Air Base）は、福岡県春日市原町3-1-1に所在し、西部航空方面隊司令部等が配置されている航空自衛隊の基地である。

## 概要

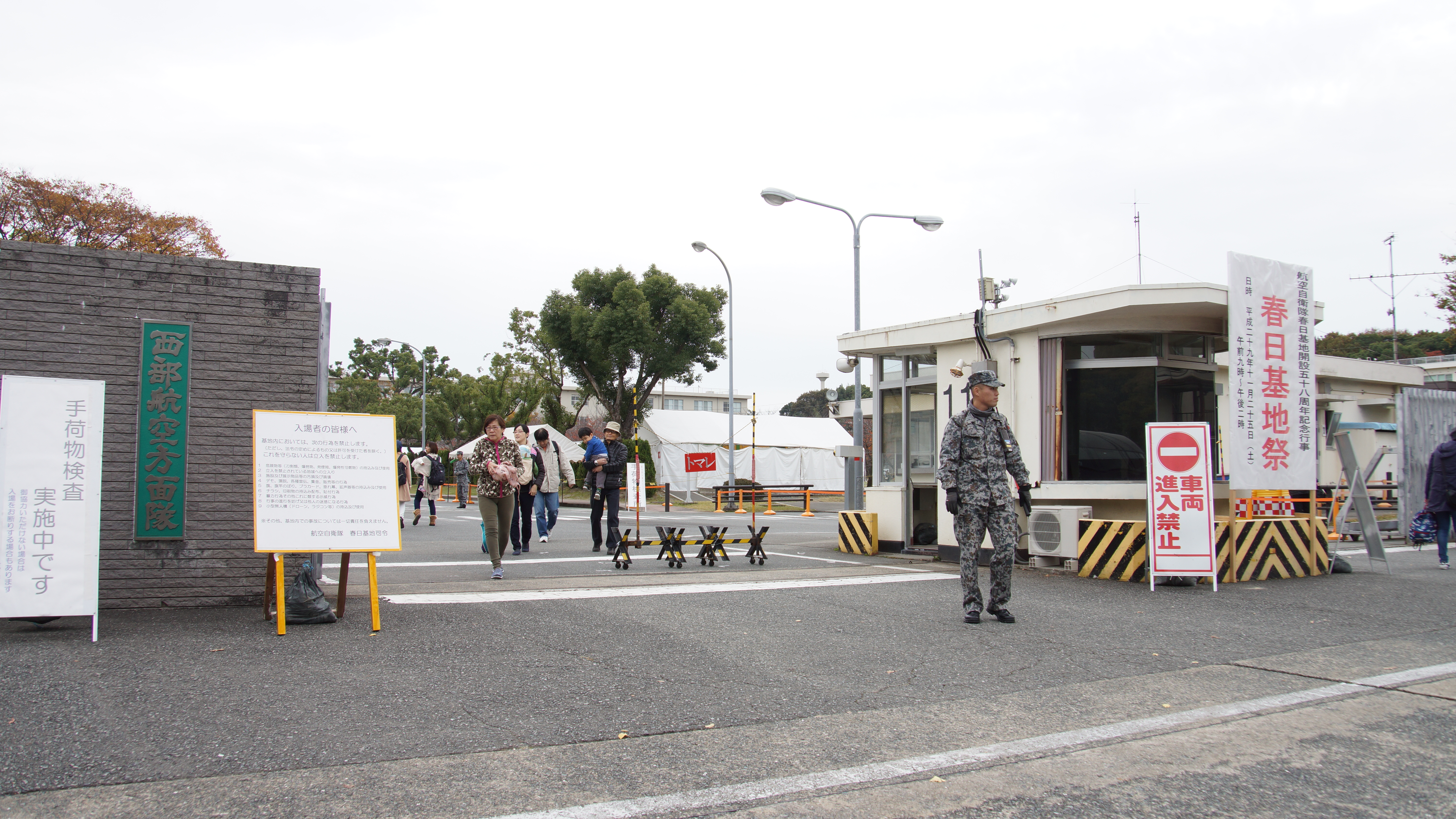
北地区（2017年）

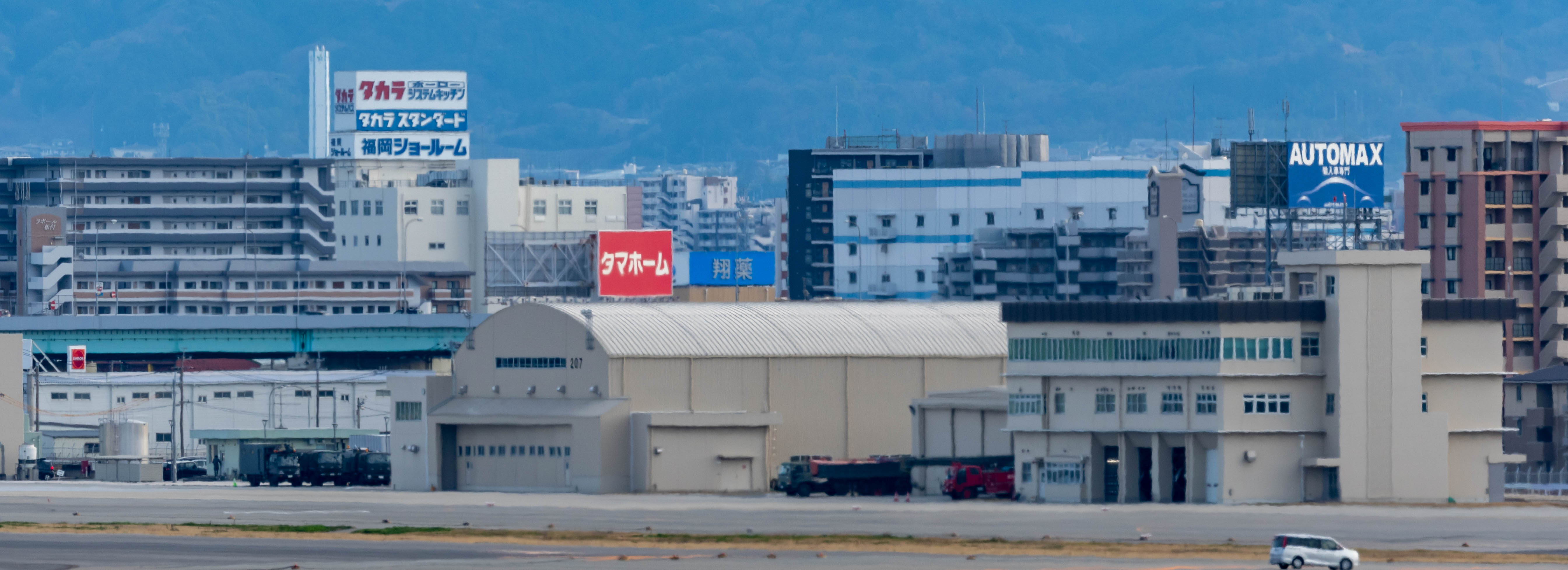
飛行場地区（2024年）

中国（山陽、山陰）・四国・九州の防空を任務とする西部航空方面隊司令部等が所在する北地区（きたちく）、防空指令所（春日DC）の所在する南地区（みなみちく）、飛行部隊の所在する飛行場地区（ひこうじょうちく）の3地区から構成される。春日基地自体は飛行場を備えていないが、近隣にある福岡空港の一角に飛行場地区があり、航空部隊はこちらに分屯している。
基地司令は、西部航空警戒管制団司令が兼務。開庁記念行事は毎年11月上旬に開催される（戦闘機の飛行は行われない）。

## 歴史
- 1940年（昭和15年） - 小倉陸軍造兵廠春日製造所設置。
- 1945年（昭和20年） - 第二次世界大戦敗戦によりアメリカ軍が接収。
- 1959年（昭和34年）3月1日 - 西部航空司令所が春日基地設置。
- 1961年（昭和36年）7月15日 - 西部航空司令所が西部航空方面隊司令部に改編。西部航空警戒管制団が新編。
- 1966年（昭和41年）2月1日 - 第2高射群が新編。
- 1972年（昭和47年）10月11日 - 西部航空方面隊司令部支援飛行隊が新編。
- 1976年（昭和51年）10月1日 - 西部航空音楽隊が新編。
- 2023年（令和5年）3月16日：第2高射群を西部高射群に改称。
- 2025年（令和７年）３月：馬毛島先遣隊を編成。

## 配置部隊
西部航空方面隊隷下
- 西部航空方面隊司令部
- 西部航空警戒管制団
  - 西部防空管制群
  - 整備補給群
  - 基地業務群
- 西部高射群
  - 本部
  - 指揮所運用隊
- 西部航空方面司令部支援飛行隊（T-4）
- 西部航空音楽隊

航空総隊隷下
- （航空戦術教導団）
  - （飛行教導群）春日要撃管制班
- （航空救難団飛行群）
  - 春日ヘリコプター空輸隊（CH-47）

航空支援集団隷下
- （航空保安管制群）春日管制隊
- （航空気象群）春日気象隊

作戦情報隊隷下
- （作戦情報処理群）
  - 第1情報処理隊
- （電波情報収集群）
  - 第4収集隊

防衛大臣直轄
- （航空システム通信隊移動通信群）
  - 第2移動通信隊
- （航空警務隊）春日地方警務隊

補給本部隷下
- （第4補給処）
  - （調達部）福岡調達室

### 配備航空機
- T-4
- CH-47

## その他
敷地内にはF-86F、F-104J、F-1 支援戦闘機などの退役装備品が展示されている（かつてはT-33Aも展示されていたが、2000年代に入り撤去されている）。
- 展示機のうちF-1 支援戦闘機は県道31号線（春日大通り）より基地の敷地外から眺めることができる。

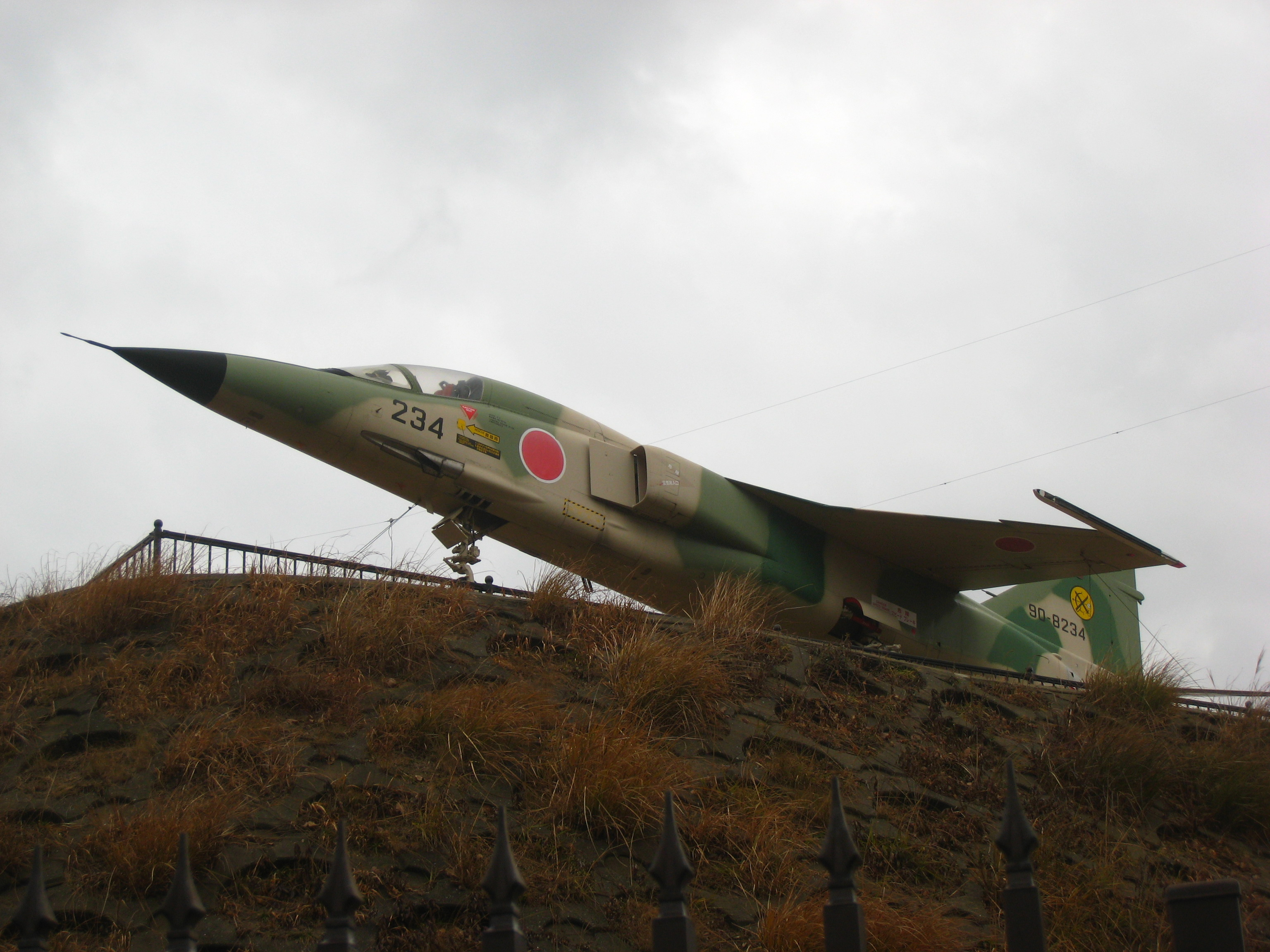
屋外展示されているF-1 支援戦闘機（90-8234号機） （2011年2月11日撮影）
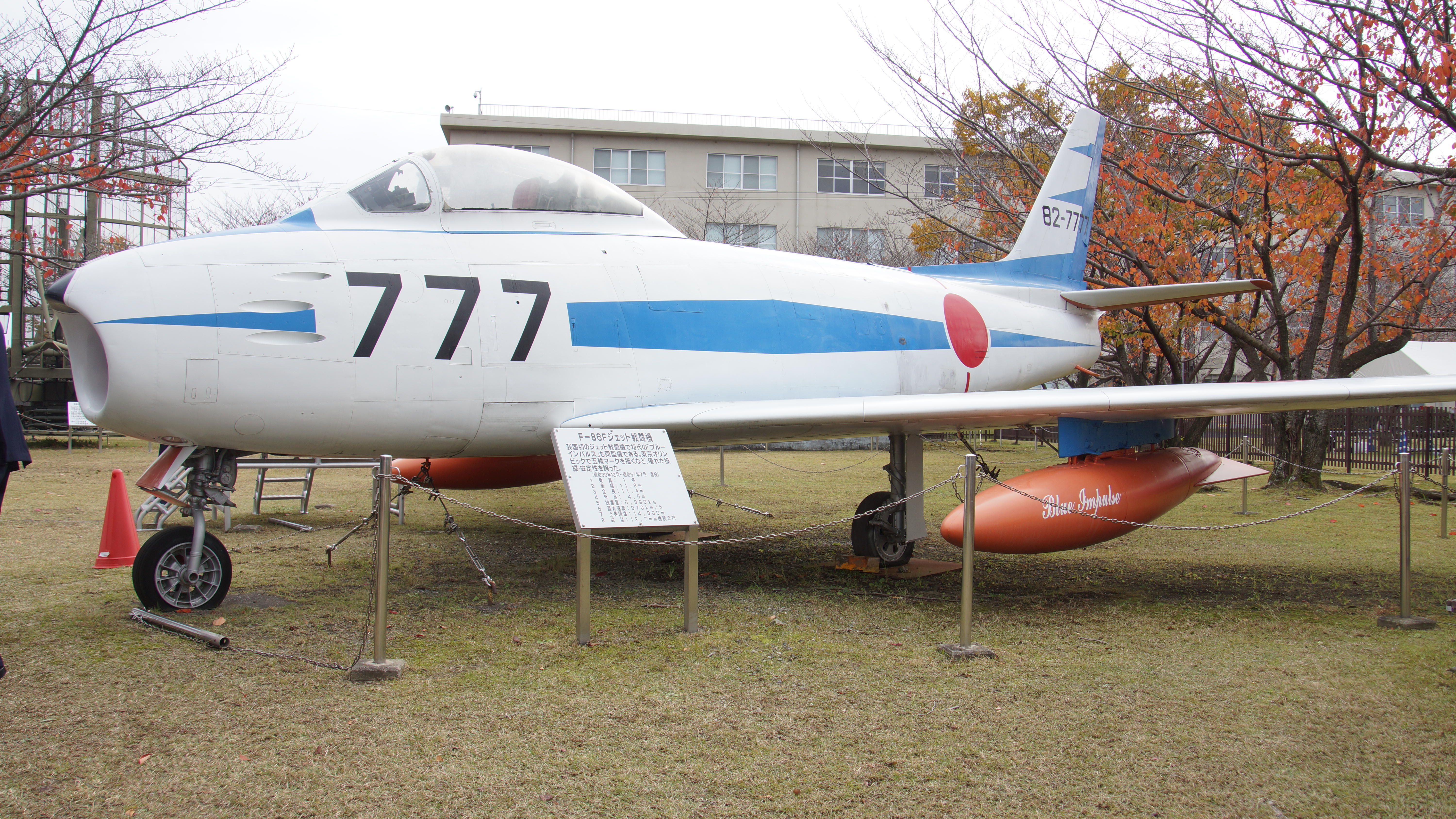
基地内に展示されているF-86F（ブルーインパルス塗装仕様）（82-7777号機） （2017年11月25日撮影）
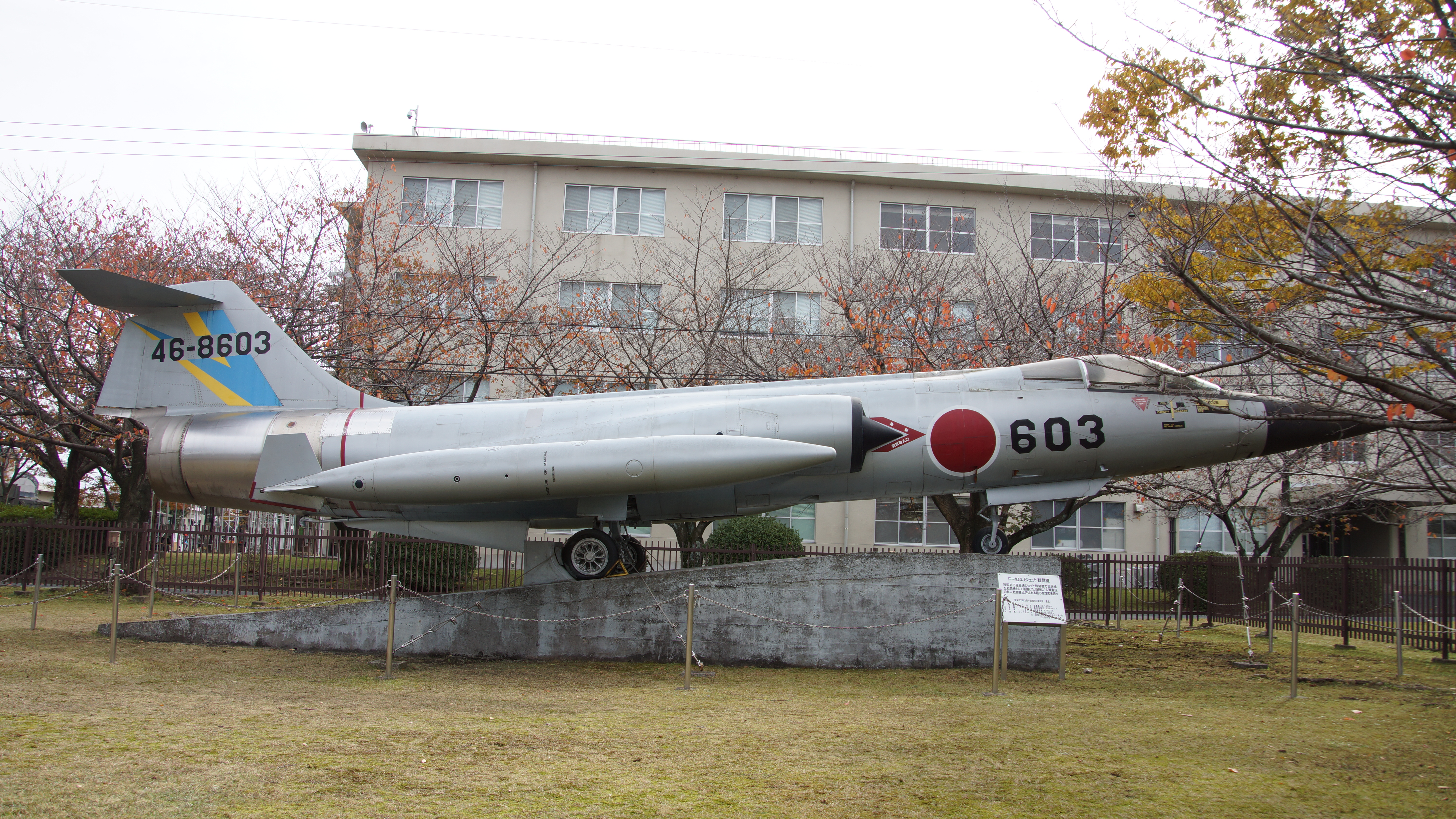
敷地内に展示されているF-104J（46-8603号機） （2017年11月25日撮影）

基地内には飛鳥時代に整備された古代道路である「古代官道」の遺構が現在でも残されており、学術調査も行われている。NHKで放映された『古代史スペシャル 古代日本のハイウエー ～1300年前の“列島改造”～』（2009年10月12日放送）内において当基地の遺構も紹介され、基地所属の高所作業車が取材に協力した（番組内にも登場している）。
ロイヤルホスト創業者の江頭匡一はアメリカ軍が接収していた春日原ベース時代にPX（売店）の指定商人から飲食業をスタートした。